# Чемпіонат НДР з хокею 1963—1964
Чемпіонат НДР з хокею 1964 — чемпіонат НДР, чемпіоном став клуб «Динамо» (Вайсвассер) 14-й титул.

## Оберліга
| М  | Команда                  | І  | Пер | Н | Пор | Ш     | О  |
| -- | ------------------------ | -- | --- | - | --- | ----- | -- |
| 1. | «Динамо» (Вайсвассер)    | 10 | 8   | 1 | 1   | 58:18 | 17 |
| 2. | СК «Динамо» (Берлін)     | 10 | 7   | 2 | 1   | 52:33 | 16 |
| 3. | АСК Форвертс (Кріммічау) | 10 | 5   | 2 | 3   | 40:32 | 12 |
| 4. | СК Карл-Маркс-Штадт      | 10 | 2   | 2 | 6   | 24:42 | 6  |
| 5. | ТСК Берлін               | 10 | 2   | 1 | 7   | 26:49 | 5  |
| 6. | СК Емпор (Росток)        | 10 | 2   | 0 | 8   | 34:66 | 4  |

Скорочення: М = підсумкове місце, І = ігри, Пер = перемоги, Н = нічиї, Пор = поразки, Ш = закинуті та пропущені шайби, О = набрані очки

## Перехідні матчі
- СК Емпор (Росток) — СК Турбіне Ерфурт 19:3, 4:4